# Uidești
Uidești – wieś w Rumunii, w okręgu Suczawa, w gminie Forăști. W 2011 roku liczyła 181 mieszkańców.